# Melsjön (Gårdveda socken, Småland)
Melsjön är en sjö i Hultsfreds kommun i Småland och ingår i Emåns huvudavrinningsområde. Sjön är 3 meter djup, har en yta på 0,266 kvadratkilometer och befinner sig 96 meter över havet. Sjön avvattnas av Gårdvedaån.

## Delavrinningsområde
Melsjön ingår i det delavrinningsområde (635965-149510) som SMHI kallar för Utloppet av Bysjön. Medelhöjden är 121 meter över havet och ytan är 11,09 kvadratkilometer. Räknas de 40 avrinningsområdena uppströms in blir den ackumulerade arean 634,28 kvadratkilometer. Gårdvedaån som avvattnar avrinningsområdet har biflödesordning 2, vilket innebär att vattnet flödar genom totalt 2 vattendrag innan det når havet efter 101 kilometer. Avrinningsområdet består mestadels av skog (79 procent). Avrinningsområdet har 1,04 kvadratkilometer vattenytor vilket ger det en sjöprocent på 9,4 procent.